# Paolo Pandrin
Paolo Pandrin (Mirano, 17 settembre 1945) è un allenatore di calcio ed ex calciatore italiano, di ruolo difensore.

## Carriera

### Giocatore
Dal 1965 al 1973 gioca otto stagioni con la Ternana in Serie C, Serie B e Serie A (3 presenze). Inoltre gioca anche 12 partite in Coppa Italia. Nella stagione 1973-1974 si trasferisce al Padova in Serie C.

## Palmarès

### Giocatore

#### Competizioni nazionali
- Campionato italiano Serie C: 1

Ternana: 1967-1968
- Campionato italiano di Serie B: 1

Ternana: 1971-1972